# 东江湾路
东江湾路是中華人民共和國上海市虹口区一條南北走向道路，南與多伦路和四川北路相交，北與大连西路、廣中路和西體育會路相交，全长1296米，道路因位於江灣附近，故得名江灣路。該道路是在清朝清德宗光绪二十九年(1903年)由工部局越界築路。20世纪30年代該道路北段、中段更名為东江湾路。1984年南段亦更名為東江灣路（一說1986年更名為東江灣路）。該道路沿路有鲁迅公园、虹口体育场等公園和建築。